# التهاب محفظة الكتف اللاصق
التهاب المحفظة اللاصق والمعروف أيضًا باسم الكتف المتجمد هو اضطراب مؤلم ومُعيق لحركة الكتف دون سبب واضح، تلتهب فيه محفظة الكتف (وهي نسيج ضام محيط بمفصل الكتف) وتصبح متيبسة، مما يعيق من حركتها إلى حد كبير كما يُسبب فيها ألما مزمنا عادة ما يكون مستمرا ويزداد في الليل أو ببرودة الجو، ويمكن أن تؤدي بعض الحركات إلى نوبات من الألم الشديد والتقلص، ويُعتقد أن هذه الحالة ناتجة عن إصابة أو صدمة في منطقة الكتف، كما قد تُساهم فيها أحد مكونات المناعة الذاتية .
تشمل عوامل خطر الكتف المتجمد كل من نوبات الصرع والسكري والسكتة الدماغية والحوادث والأمراض التنفسية وأمراض النسيج الضام والغدة الدرقية والقلب، كما يشيع انتشاره في الأشخاص الذين تتراوح أعمارهم بين 40 و 65 عامًا ويكون أكثر في الإناث. يتكون علاج الكتف المتجمد من العلاج الطبيعي، العلاج الوظيفي، الأدوية، والعلاج بالتدليك، و التدخل الجراحي، حيث يُمكن للطبيب أن يتلاعب بالذراع أثناء وجود المريض تحت تأثير التخدير، مما يتسبب في كسر الالتصاقات والأنسجة الحبيبية الموجودة في المفصل مما يساعد في استعادة الحركة بشكل أفضل، ويمكن السيطرة على الألم والالتهابات عن طريق المسكنات ومضادات الالتهاب غير الستيروئيدية، حيث أن حقن الستيرويد وحدها تسكن الألم لفترة قصيرة الأجل. 
يعاني الأشخاص المصابون بالتهاب المحفظة اللاصق من ألم شديد وحرمان من النوم لفترات طويلة بسبب الألم الذي يزداد سوءًا عند الاضجاع وسكون الحركة/الوضع، ويمكن أن تؤدي هذه الحالة إلى الاكتئاب، ومشاكل الرقبة والظهر، وفقدان شديد في الوزن بسبب قلة النوم العميق على المدى الطويل، كما قد يواجه الأشخاص الذين يعانون من التهاب المحفظة اللاصق صعوبة في التركيز أو العمل أو القيام بأنشطة الحياة اليومية لفترات طويلة من الزمن، وتميل الحالة إلى الحد من نفسها وعادةً ما تزول بمرور الوقت دون جراحة، حيث يستعيد معظم الناس ما يقب من 90٪ من حركة الكتف بمرور الوقت.

## الأعراض
- مرحلة التجميد: حيث تسبب أي حركة لكتفك الألم، ويبدأ نطاق حركة كتفك في أن يصبح محدودًا:
- المرحلة المجمدة: قد يبدأ الألم بالتناقص خلال هذه المرحلة. ومع ذلك، يصبح الكتف أكثر تيبسًا، ويصبح استخدامه أكثر صعوبة.[3]
- مرحلة الذوبان: يبدأ نطاق الحركة في كتفك في التحسن.[4]

بالنسبة لبعض الناس، يتفاقم الألم ليلاً، ويمنع من النوم أحيانًا.

## الأسباب
تحيط بالعظام والأربطة والأوتار التي يتألف منها مفصل كتفك محفظة من النسيج الضام. تحدث الكتف المتجمدة عندما يزداد سمك هذه المحفظة وتضيق حول مفصل الكتف، مما يحد من حركته.
الأطباء غير متأكدين من سبب حدوث ذلك لبعض الأشخاص، رغم أنه يحدث على الأرجح للأشخاص المصابين بداء السكري أو من اضطروا لتثبيت كتفهم لفترة طويلة، كما يحدث بعد الجراحة أو كسر الذراع.

## عوامل الخطر
تزداد خطورة إصابتك بالكتف المتجمِّد عن طريق عوامل معينة:

### العمر والجنس
يكون الأشخاص بعمر الأربعين أو أكبر، وخاصةً النساء منهم، أكثر عرضةً للإصابة بتجمُّد الكَتِف.

### انعدام الحركة أو قِلَّتها
الأشخاص الذين واجهوا انعدام الحركة أو حُددت حركة الكتف لفترة طويلة هم أكثر عرضة لخطر الإصابة بالكتف المتجمدة. الجمود قد يكون نتيجة للعديد من العوامل، بما في ذلكَ:
- تمزق الكُفة المدوّرة.
- ذراع مكسورة.
- السكتة الدماغية.
- التعافي من جراحة.[10]

### الأمراض الجهازية
وبعض الأفراد المصابون ببعض الأمراض المحدَّدة أكثر عُرضة للإصابة بالكتف المتجمد. تتضمَّن الأمراض التي تَزيد خطر الإصابة:
- داء السُّكَّري.
- فَرْط نشاط الغدة الدرقية (فَرْط الدرقية).
- قصور الغدة الدرقية (قصور الدرقية).
- أمراض القلب الوعائية.
- السُّل.
- مرض باركنسون.

## الوقاية
أحد الأسباب الشائعة للكتف المتجمد هو عدم الحركة الذي قد ينتج خلال فترة تعافي من إصابة أو ذراع مكسور أو سكتة دماغية. إذا كنت تعانى إصابة تجعل من الصعب عليك تحريك الكتف، فتحدث مع طبيبك حول التمارين التي يمكنك فعلها للحفاظ على نطاق الحركة في مفصل الكتف.

## التشخيص
في أثناء الفحص البدني، قد يطلب منك طبيبك أن تتحرك بطرق معينة للتحقق من الألم وتقييم نطاق الحركة (المدي النشيط للحركة). وبعدها قد يطلب منك الطبيب أن تريح عضلاتك بينما يحرك هو ذراعك (المدى السلبي للحركة). تؤثر الكتف المتجمدة في كل من المدى النشيط والمدى السلبي للحركة.
في بعض الحالات، قد يقوم الطبيب بحقن الكتف بدواء مُخدِر لتحديد المدى النشيط والسلبي للحركة.
عادةً ما يمكن تشخيص الكتف المتجتمدة بالعلامات والأعراض بمفردها. ولكن قد يقترح الطبيب إجراء اختبارات التصوير الطبي، مثل الأشعة السينية أو التصوير بالرنين المغناطيسي، لاستبعاد أيّ مشاكل أخرى.

## العلاج
تتضمَّن معظم علاجات الكتف المتجمِّدة التحكم في آلام الكتف، والحفاظ على أكبر قدر ممكن من الحركة في الكتف.

### الأدوية
يمكن أن تساعد مسكنات الألم المتاحة دون وصفة طبية، مثل الأسبرين والأيبوبروفين، في تخفيف الآلام والالتهابات المرتبطة بالكتف المتجمد. في بعض الحالات، قد يصف لك الطبيب مسكنات ألم ومضادات التهاب أقوى.

### العلاج
يمكن لاختصاصي علاج طبيعي أن يعلمك التمارين التي تساعدك على التعافي واستعادة أكبر قدر ممكن من حركة كتفك. إن التزامك بالقيام بهذه التمارين لهو أمر مهم لتحسين استعادة حركتك.

### الإجراءات الجراحية والإجراءات الأخرى
يتحسَّن الكَتِف المتجمد في معظم الحالات دون علاج في فترة تتراوح بين 12 إلى 18 شهرًا. في حالة حدوث أعراض متواصلة، قد يقترح طبيبكَ الآتي:
- حُقَن الستيرويد: قد يُساعِد حقن الكورتيكوستيرويدات داخل مِفصل الكتف في تخفيف الألم وتحسين حركة الكتف، وخاصة خلال المراحل الأولى للعملية.[18]
- تَمَدُّد المِفصل: يُمكن أن يُساعِد حقن الماء المعقم داخل غشاء المفاصل في تَمدُّد الأنسجة وتسهيل تحريك المِفصل.[19][20]
- المعالجة اليدوية للكتف: ستخضع خلال هذا الإجراء للتخدير الكلي؛ لذا لن تكون واعيًا ولن تشعر بالألم. ثم يُحرِّك طبيبكَ مِفصل كتفكَ في اتجاهات مختلفة؛ لمساعدتكَ على التخلُّص من الشدِّ في الأنسجة.[21][22]
- الجراحة: نادرًا ما يُجري الأطباء جراحة تجميد الكتف، ولكن إذا لم يفدكَ أي إجراء آخر، فقد ينصحكَ طبيبكَ بإجراء جراحة لإزالة النسيج الندبي والالتصاقات من داخل مِفصل الكتف. يُجْرِي عادة الأطباء هذه الجراحة باستخدام أدوات أنبوبية خفيفة يتم إدخالها عن طريق شقوق صغيرة حول مِفصلكَ (التنظير المِفصلي).[23]

## نمط الحياة والعلاجات المنزلية
استمر في استخدام الكتف والطرف المصابين قدر الإمكان مع الوضع في الاعتبار القيود المفروضة بسبب ألمك ومدى حركتك. قد يساعد استخدم الحرارة والبرودة على كتفك في تخفيف الألم.

## الطب البديل

### الوخز بالإبر
الوخز بالإبر يتضمن إدخال إبر رفيعة للغاية في جلدك في نقاط محددة على جسمك. عادةً، تبقى الإبر في مكانها لمدة 15 إلى 40 دقيقة. خلال ذلك الوقت قد تُنقَل أو تُلمَس. نظرًا لأن الإبر رفيعة ومرنة وتُدخَل في العموم بشكل سطحي، فإن معظم علاجات الوخز بالإبر غير مؤلِمة نسبيًّا.

### التحفيز الكهربي للعصب عن طريق الجلد (TENS).
التحفيز الكهربي العصبي عن طريق الجلد (TENS) وهي وحدة تطلق تيارًا كهربيًّا صغيرًا للنقاط الرئيسة على المسارات العصبية. يُطلَق التيار عبر أقطاب كهربائية شريطية لجلدك، وهو ليس مؤلمًا أو ضارًّا. ليس معلومًا بالضبط طريقة عمل التحفيز الكهربي للعصب عن طريق الجلد TENS، ولكن يُعتقد أنه ربما يحاكي إطلاق جزيئات منع الشعور بالألم (الإندورفينات) أو يحجز أنسجة الألم التي تحمل نبضات الألم.